# 天地男儿 (组合)
天地男儿，是中国的一对组合，由号称亚洲第一巨人的张欢以及中国第一袖珍人的徐国元组成。
2011年4月24日凤凰卫视鲁豫有约节目组对其进行访问。